# Лимбах (Кирн)
Лимбах (нем. Limbach) — община в Германии, в земле Рейнланд-Пфальц.
Входит в состав района Бад-Кройцнах. Подчиняется управлению Кирн-Ланд. Население составляет 332 человека (на 31 декабря 2010 года). Занимает площадь 9,18 км².

## Политика

### Муниципальный совет
Муниципальный совет Лимбаха состоит из восьми членов совета, избранных большинством голосов на муниципальных выборах 26 мая 2019 года, и почетного качестве его председателя.

### Мэр
Мэр города - Торстен Прешель. На муниципальных выборах 26 мая 2019 года не было выдвинуто ни одного кандидата, поэтому его избрание было произведено муниципальным советом 11 июля 2019 года. Он сменил Альфонса Ингенхаага, который больше не баллотировался.